# Rokitno (przystanek kolejowy na Ukrainie)
Rokitno (ukr. Рокитне) – przystanek kolejowy w miejscowości Rokitno, w rejonie rówieńskim, w obwodzie rówieńskim, na Ukrainie. Położony jest na linii Równe – Baranowicze – Wilno.